# Registrované partnerství na Kypru
Kypr umožnil homosexuálním párům uzavírat registrované partnerství od 9. prosince 2015, čímž právně uznal jejich svazky. Návrh zákona o registrovaném partnerští přijal kyperský parlament 26. listopadu 2015. Zákon se stal účinným 9. prosince 2015 po zveřejnění v promulgačním listu.

## Historie
V r. 2010 indikoval tajemník kyperského Ministerstva vnitra Lazaros Savvides, že by vláda měla začít zvažovat legalizaci stejnopohlavního manželství na ostrově.
Toto následovalo oznámení ministryně vnitra Eleni Mavrou, že její úřad již zpracoval parlamentní návrh zákon o registrovaném partnerství, který považuje za přijatelnější cestu, než sňatek pro páry stejného pohlaví. Vláda pak následně tento návrh podpořila. V březnu téhož roku nově zvolený prezident Nicos Anastasiades a jeho vláda znovupotvrdili svoji podporu návrhu zákona. V listopadu 2013 potvrdil ministr vnitra Socratis Hasikos, že návrh zůstane součástí vládní agendy, a že bude podroben přezkumu ze strany všech ministerstev. Hlasování parlamentu mělo proběhnout již v dubnu 2014. Nicméně až do června 2014 se nestihl zákon ani předložit. Podle ministerského tajemníka Constantina Nicolaida měly být veškeré práce na návrhu dokončeny již v dubnu, což se ale nestalo. Všechny politické strany obdržely kopii návrhu s žádostí o prostudování do druhého sjezdu v září. Hasikos nechtěl přejít k hlasování, dokud nebude mít jistotu, že návrh podpoří všechny politické strany.
V březnu 2014 se představitel Kyperské pravoslavné církve arcibiskup Chrysostomos II. ostře vymezil proti veškerým snahám přiznat homosexuálním párům právo na registrované partnerství nebo na manželství a zurgoval všechny církve, aby zaujaly jednoznačný postoj proti homosexualitě a sekulárním vládám narušujícím "morální integritu" prostřednictvím přiznávání rovných práv homosexuálům: "Když kupříkladu vláda nelegalizuje jenom registrované partnerství, ale i "homosexuální manželství", pak by žádná církev neměla váhat nad odsouzením homosexuality.
6. května 2015 přijala návrh zákona o registrovaném partnerství pro všechny, který párům žijícím v něm dává většinu práv a povinností plynoucích z manželství. 6. června 2015 vládnoucí Demokratické shromáždění taktéž podpořilo zákon o registrovaném partnerství. První čtení návrhu proběhlo 18. června 2015. 1. července 2015 se parlament rozhodl přejmenovat navržený název právního rámce na registrované partnerské soužití. Druhé čtení bylo záměrně naplánováno na 9. července, ale nakonec se odsunulo na podzim. Druhé a třetí čtení návrhu proběhlo 26. listopadu 2015 se závěrečným hlasováním, kde byl přijat v poměru hlasů 39:12. 3 poslanci se zdrželi. V promulgačním listu byl nový zákon publikován 9. prosince 2015 a ten samý den se stal také účinným.

### Statistiky

Zákony upravující homosexuální svazky na Kypru
Manželství (pouze britští občané)
Registrované partnerství
Nerozeznáváno
Nárazníková zóna OSN

Prvním registrované partnerství spolu uzavřely 29. ledna 2016 dvě ženy. K prvnímu uzavřenému registrovanému partnerství se svatebním obřadem došlo 4. března 2016 mezi dvěma muži v hlavním městě Nikósie.
Do 18. dubna 2016 uzavřelo registrované partnerství celkem 8 párů.
Od ledna do října 2016 bylo sezdáno celkem 70 homosexuálních párů v zemi.
Registrované partnerství je velmi populární i u heterosexuálních párů. Do srpna 2017 reprezentovaly heterosexuální páry 70 % všech uzavřených registrovaných partnerství. Homosexuálních párů bylo 30 %.

## Veřejné mínění
Podle Eurobarometru 2006 souhlasilo s legalizací stejnopohlavního manželství pouze 14 % Kypřanů, což byla tou dobou třetí nejnižší hodnota v rámci členských zemí EU (pouze v Litvě a Rumunsku byla ještě nižší). V roce 2015 se v Eurobarometru vyslovilo pro stejnopohlavní manželství 37 % respondentů, zatímco 56 % bylo proti.
S registrovaným partnerstvím párů stejného pohlaví souhlasilo v anketě z roku 2014 53,3 % Kypřanů.